# Edo Caroe
Eduardo Alejandro Carrasco Rodríguez (Temuco, 16 de julio de 1986) conocido como Edo Caroe es un comediante y mago chileno. También se ha desempeñado como locutor de radio y podcast. Es conocido por sus dos apariciones en el reconocido Festival De Viña y por la múltiple cantidad de recintos que el humorista ha llenado en su país.

## Biografía
Eduardo Alejandro Carrasco Rodríguez nació en Temuco el 16 de julio de 1986, lugar en el que vivió durante su infancia. 
Durante su infancia, se desempeñó como arquero en el club Santos de Temuco.
Llega a Santiago a los 15 años, siendo sólo un mago autodidacta. Ya a los 18 años comienza a asistir a la Hermandad Mágica de Chile, gracias a lo cual presencia diversas charlas y conferencias que le ayudan a profundizar cada vez más en la magia.
A los 20 años decide regresar a su Temuco natal, llevando consigo el arte del ilusionismo y toda la experiencia adquirida en sus diversas presentaciones.[cita requerida]
Posteriormente comienza a actuar en múltiples eventos empresariales y estrena su show estilo café-concert denominado "Cartoilusiones", en el Gran Hotel Pucón. Show que además realizó para diferentes entidades en 2008 y 2009. En noviembre de 2009 estrena "MagiaTerapia", un show de magia teatral.
En 2011, participó en la primera temporada del programa busca talentos para humoristas del canal Mega, Coliseo Romano, donde quedó finalista y luego de eso, participó en diversos programas de televisión, como Mentiras verdaderas y AR Prime.
En 2014, el canal de televisión Comedy Central Latinoamérica transmitió el programa Comedy Central Presenta: Stand-up en Chile, conducido por el presentador y exintegrante del grupo humorístico-musical Fresco y Natural Después del Postre, Nicolás Larraín, y donde se mostraban las rutinas de un grupo de comediantes chilenos, entre ellos, el propio Edo.
Al año siguiente, se presentó con gran éxito en el XLVI Festival del Huaso de Olmué durante la tercera noche. Esta estuvo cargada de chistes políticos y de humor negro, lo que llegó a incomodar a la alcaldesa del lugar, Macarena Santelices, a quien interpeló luego de mencionar malas prácticas de la UDI, partido al que pertenece esta. También criticó a los canales de la televisión abierta del país, incluyendo a Televisión Nacional de Chile, cadena televisiva chilena que transmitió el evento. Adicionalmente, la entonces Presidenta de la República, Michelle Bachelet también fue aludida durante la cómica rutina en reiteradas ocasiones. Durante su rutina, el humorista sufrió una interrupción para protestar por las torres de alta tensión que se instalarían entre Copiapó y Tiltil. El humorista no logró percatarse a qué se referían y tras un breve lapso, continúo con su rutina. Tras su actuación, el humorista indicó, ante posibles denuncias al Consejo Nacional de Televisión, que «Hay que estar preocupado de otras cosas. No puedes andar censurando el humor. Si no te gusta, puedes cambiar de canal y punto».
Durante la Teletón 2015, se anunció que él participaría en la versión 2016 del Festival de Viña del Mar. El día 22 de febrero se presentó por primera vez en el Festival de Viña exitosamente, donde con una rutina cargada a criticar a la política y lo que sucede en el país en general, el público lo premió con las Gaviotas de Plata y Oro. 
Aparte de realizar sus shows de humor y magia, es colaborador de la revista Condorito.[cita requerida]
En 2015 crea el programa Pongámonos serios en la radio Los 40, donde comparte con Fernando Salinas, Óscar Álvarez; y más tarde, con Felipe Avello, logrando gran éxito en audiencia; abandona el espacio por motivos personales realizando su último programa el 24 de diciembre de 2018. 
En 2018, Edo vuelve a presentarse en el XLIX Festival del Huaso de Olmué, esta vez, con una rutina cargada de stand up comedy mezclada con humor negro y contingencia social, y aún sigue mostrando sus destrezas de magia. 
En 2019, presenta sus shows Un mundo feliz para morir y Orgía de ornitorrincos. Además, participa junto a sus dos amigos Tomás Leiva y Alejandro Barros en los podcast Tomás Va A Morir y TVM Constituyente (especial previo al plebiscito de 2020). Asimismo, el propio Edo posee un proyecto en solitario llamado Free Solo, podcast exclusivo de Spotify. Durante este año, se aventuró en uno de sus proyectos más ambiciosos: la Gira en Moto al Norte, en la que recorrió desde Santiago hasta la ciudad de Arica, regresando luego a la capital y completando más de 4,000 kilómetros en el trayecto. A lo largo de este viaje, superó diversos obstáculos debido a la inexperiencia en este tipo de travesías. Además, documentó todo el proceso bajo una producción propia, con un staff limitado, destacando diferentes locaciones y presentaciones que realizó en las ciudades del norte de Chile. Esta gran hazaña fue publicada en una serie de 4 capítulos en su canal de la plataforma YouTube.
En 2020, comienza a trabajar en su nueva rutina para construir el show denominado Lo que salga, con el cual realiza diversas giras por Chile, probando y nutriendo su material en diferentes regiones y ciudades del país. En este show, presenta un estilo más maduro, en el que aborda temáticas sociales y aspectos de su vida privada, dejando atrás el mundo de la magia.
En 2022, en conjunto con Tomás Leiva y Alejandro Barros, lanza la plataforma Estudios Neverland, donde comparten material exclusivo derivado de su podcast Tomás va a morir. Durante este período, realizó una nueva gira en moto, pero esta vez abarcando ciudades del sur de Chile. Partió desde la ciudad de La Serena, emprendiendo el viaje por casi 20 días de ruta, destacando ciudades como Temuco, Puerto Varas y Castro, en la isla grande de Chiloé. Fue en esta localidad donde tuvo un accidente menor, volcando la moto en la carretera y cayendo sobre unas flores ubicadas al costado del camino a una velocidad de 30 km/h. Afortunadamente, no sufrió lesiones graves. Durante este viaje, ya con más experiencia y un equipo más grande, incorporó a otros comediantes que lo acompañaron en algunas localidades, sumando minutos a los inicios de cada show. Fue aquí donde pudimos ver a Darinka González, Claudio Michaux, Rosario Sánchez, entre otros, compartiendo con el equipo y participando en la creación de nuevo material. Esta gira fue documentada y publicada en una serie de 7 capítulos, que en primera instancia estuvo disponible en la plataforma de pago ComediaPlay, para luego ser liberada de forma gratuita en su canal de YouTube.
En 2023, marca un precedente importante para la comedia chilena al llenar durante dos noches consecutivas el recinto artístico Movistar Arena de Santiago, congregando en total a casi 24 mil personas. Cabe destacar que las entradas para la primera función se agotaron en 30 minutos y para la segunda en 40 minutos.
Un año después, presenta en diversas ciudades de Chile su nueva rutina Peligrosamente Bien. Ese mismo año, vuelve a hacer historia en la comedia chilena al llenar el Movistar Arena de Santiago en tres funciones consecutivas, entregando una rutina de calidad y consolidándose como uno de los mejores comediantes de la actualidad en Chile.
En febrero de 2025, vuelve a presentarse, esta vez, en la edición 2025 del Festival Internacional de la Canción de Viña del Mar como humorista invitado en la tercera noche (cuarta noche, en realidad) realizada el miércoles 26 de febrero, en donde mostró una rutina humorística completamente renovada y cargada de humor negro mezclado con toque de actualidad, contingencia y política; además de sus presentaciones de magia e interacción con su público. Por esta presentación, recibió sus dos Gaviotas de Plata y Oro. Él se sintió muy satisfecho con todo lo que logró con su rutina allí.